# San Juan de la Costa
San Juan de la Costa är en kommun i Chile.   Den ligger i provinsen Provincia de Osorno och regionen Región de Los Lagos, i den södra delen av landet, 800 km söder om huvudstaden Santiago de Chile.
I omgivningarna runt San Juan de la Costa växer i huvudsak blandskog. Runt San Juan de la Costa är det glesbefolkat, med 11 invånare per kvadratkilometer.